# جيف ليس
جيف ليس (بالإنجليزية: Geoff Lees)‏ هو سائق فورمولا 1 بريطاني، ولد في 1 مايو 1951 في Atherstone ‏ في المملكة المتحدة.

## روابط خارجية
- جيف ليس على موقع Racing-Reference.info (الإنجليزية)
- جيف ليس على موقع DriverDB.com (الإنجليزية)